# Роуленд, Элен
Элен Роуленд (также Хелен Роуленд; 1875—1950) — американская журналистка, писательница.

## Книги
- «A Book of Conversations: The Digressions of Polly» («Книга бесед: размышления Полли», 1905)
- «The Widow» («Вдова», 1908)
- «Reflections of A Bachelor Girl» («Размышления незамужней девушки», 1909)
- «The sayings of Mrs. Solomon: Being the confessions of the seven hundredth wife as revealed to Helen Rowland» («Высказывания госпожи Соломон: признания семисотой жены, выслушанные Элен Роуленд», 1913)
- «A Guide To Men: Being Encore Reflections of a Bachelor Girl» («Путеводитель по мужчинам: снова размышления незамужней девушки», 1922)
- «If, A Chant for Wives also The White Woman’s Burden» («Песнь жёнам есть бремя белой женщины», 1927)
- «The Rubaiyat Of A Bachelor» («Рубайат холостяка»)